# Xã Bethel, Quận Clark, Ohio
Xã Bethel (tiếng Anh: Bethel Township) là một xã thuộc quận Clark, tiểu bang Ohio, Hoa Kỳ. Năm 2010, dân số của xã này là 18.523 người.